# 極東連邦大学

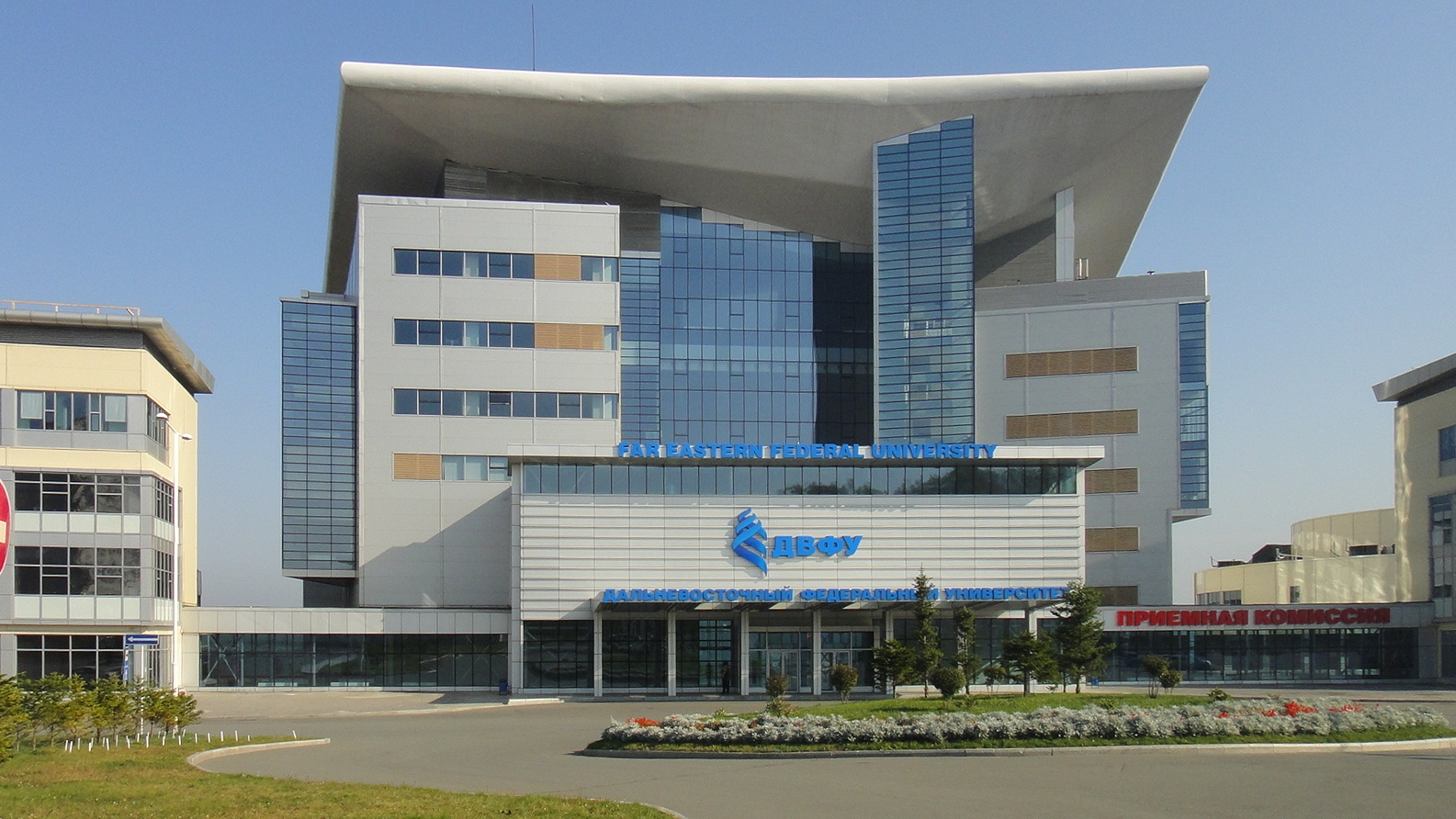
本館

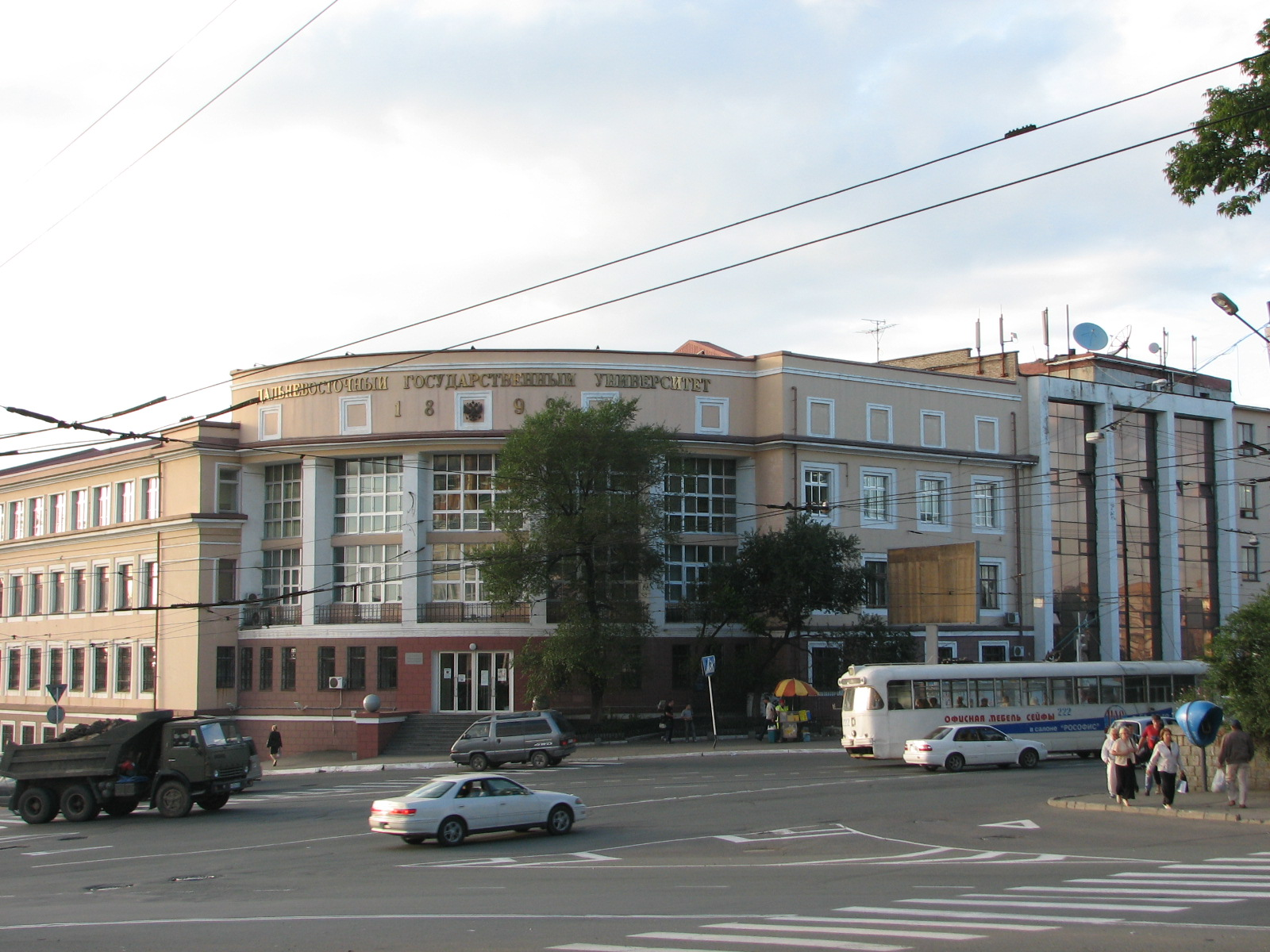
日本政府の「ウラジオストク日本センター」（アケアンスキィ大通り）は、市内にある極東連邦大学の建物を利用して1996年4月に開所

極東連邦大学（きょくとうれんぽうだいがく、ロシア語: Дальневосто́чный федера́льный университе́т: ДВФУ、英語: Far Eastern Federal University: FEFU）は、ロシア連邦極東連邦管区の本部があるウラジオストクにある連邦大学で、極東ロシア最大の大学である。ウラジオストク郊外のルースキー島にあり、毎年東方経済フォーラムの会場ともなっている。
当大学は2010年10月8日に極東国立大学(ДВГУ)を母体とし、同市内にある極東国立工科大学(ДВГТУ)および太平洋国立経済大学(ТГЭУ)が解体・合流して組織された。
所在地ウラジオストクが日本海に面する港湾都市であることあって、日本との関わりも深い。2017年9月に「日露関係研究センター」を開設することを発表している。北海道函館市に同校の分校であるロシア極東連邦総合大学函館校がある。
分科大学の1つでウラジオストク市内にある東洋学院（東洋大学）の構内には与謝野晶子歌碑がある。

## 概要
- 英称 Far Eastern Federal University
- 創立 1899年
- 形態 連邦教育機関、国立高等職業教育機関
- 学長 セルゲイ・ウラジミーロヴィッチ・イヴァネツ（Сергей Владимирович Иванец）
- 教職員の数 3300人
- 学生数 43000人
- 学部 9
- 本部 ロシア連邦ウラジオストク市

## 歴史
ロシア帝国時代の1899年に東洋学院（Восточный институт）として開校。ロシア内戦中の1920年には地元政府によりロシア国立極東経済大学（Государственный дальневосточный университет）と命名され、内線終結後、ソヴィエト政府時代にはスターリンによって東洋関係の研究者が弾圧され、その煽りで1939年に閉鎖される経験をした。フルシチョフにより1956年に再開。
2010年10月8日に極東連邦大学に改組。2012年9月にはキャンパスをルースキー島に移転した。なお、ルースキー島のキャンパスは2012年ロシアAPECの施設をそのまま転用している。その広大なキャンパスの敷地には学生のためのアパートやスーパーマーケット、カフェ、レストランなどがあり整備されニュータウン化している。

## 学部
- 地域・国際研究学部 (Школа региональных и международных исследований)
- 経済・経営学部 (Школа экономики и менеджмента)
- 芸術・文化・スポーツ学部 (Школа искусства культуры и спорта)
- 工学部 （Инженерная школа）
- 法学部 (Юридическая школа)
- 教育学部 (Школа педагогики)
- 自然科学部 (Школа естественных наук)
- 生物医学学部 （Школа биомедицины）
- 人文学部 (Школа гуманитарных наук)

- 極東国立大学時代の分科大学
  - ウラジオストク国際関係大学
  - 外国語大学
  - 化学・応用生態学大学
  - 環境大学
  - 極東イノベーション技術大学
  - 教育大学
  - 国際観光・歓待大学
  - 心理・社会科学大学
  - 数学・コンピュータ科学大学
  - 体育・スポーツ大学
  - 地域間社会科学大学
  - 地誌研究大学
  - 東洋大学
  - 物理学・情報技術大学
  - 法科大学
  - マスコミュニケーション大学
  - マネジメント・ビジネス大学
  - ロシア言語文学大学
  - 歴史・哲学大学
  - FEFUオープン大学 - オンラインで学べる通信制の大学。実際にウラジオストクに行かなくても通信教育で国籍・居住地に関係なく卒業できる。